# Foxy Lady
Foxy Lady или Foxey Lady е песен записана през 1967 година от рок групата The Jimi Hendrix Experience и включена в албума им Are You Experienced?. Песента една от най-популярните композиции на легендарния китарист Джими Хендрикс, известна с повтарящия се китарен риф и сексуална тематика.
През 2003 година списание Rolling Stone нарежда песента на 152-ро място в класацията „500-те най-велики песни на всички времена“.
Вдъхновениието за песента идва от Хедър Тейлър, която по-късно се омъжва за Роджър Долтри, вокалиста на The Who. Според други източници вдъхновението е тогавашната приятелка на Хендрикс – Кати Етчингам.
В обложката на компилацията на Experience: Hendrix песента е цитирана, като единствената доставила удоволствие на Хендрикс при записа.